# Csittvári Krónika
A Csittvári Krónika a Magyarországi Evangélikus Egyház talán egyetlen „földalatti” folyóirata, amely 1952 januárja és júniusa között jelent meg. Nevét Jókai Mór Eppur si muove – És mégis mozog a föld c. regénye alapján kapta. Szerzői dr. Ferdinánd István, az Evangélikus Teológiai Akadémia tanára és teológushallgatók voltak. A lap havonta jelent meg, négy példányban. 